# Monanus crenatus
Monanus crenatus is een keversoort uit de familie spitshalskevers (Silvanidae). De wetenschappelijke naam van de soort werd in 1879 gepubliceerd door David Sharp.